# Gerardo Buganza Salmerón
Gerardo Buganza Salmerón (Córdoba, Veracruz, 24 de mayo de 1956) es un político veracruzano, quien fungió como secretario de gobierno en su estado natal durante la administración de Javier Duarte de Ochoa. También fue candidato del Partido Acción Nacional para gobernador de Veracruz en las elecciones de 2004, siendo derrotado por el priista Fidel Herrera Beltrán. Está casado con Elizabeth Torio, con quien procreó tres hijos: Jacob, Elizabeth y Rebeca; de profesión Ingeniero Industrial y pasante de la Licenciatura en Administración de Empresas, ambas carreras cursadas en la Universidad Iberoamericana.

## Formación Académica
1975-1978 Ingeniero Industrial Universidad Iberoamericana
1975-1978 Pasante en Administración de Empresas.
Diplomado en Políticas Públicas Instituto Tecnológico Autónomo de México en 2001

## Experiencia profesional
1977-1978.- Inplinsa-Gopa.Empresa Consultora en Ingeniería de Producción, Puesto: Analista de Sistemas de Producción.
Cervecería Moctezuma de Orizaba.
Grupo Alza de Córdoba.

## Experiencia docente
Instituto Tecnológico de Monterrey, Campus Córdoba. 1984-1985 Catedrático en las materias de Administración de Empresas y Recursos Humanos.

## Experiencia en el servicio público
Síndico primero, Municipio de Córdoba, Ver. 1994-1997, diputado federal, Legislatura LVII 1997-2000, senador de la República, Legislaturas LVIII y LIX 2000-2006 diputado federal, Legislatura LX (2006-2009).
Secretario de Gobierno, Gobierno del Estado de Veracruz (PRI) (diciembre de 2010-agosto de 2013)
Secretario de Infraestructura y Obras Públicas, Gobierno del Estado de Veracruz Administración Duarte Ochoa (PRI) (agosto de 2013-5 de enero de 2015). Renuncia a la secretaria de gobierno en la gubernatura de Veracruz y para unirse a las distintas tendencias independientes, posteriormente declinaría a la candidatura independiente a la misma gobernatura de la región en 2016